# Loxosceles boneti
La araña violinista de Bonet (Loxosceles boneti) es una especie de araña del género Loxosceles, perteneciente a la familia Sicariidae, del orden Araneae. Esta especie fue descrita por Gertsch en 1958. El nombre específico boneti es en honor al doctor Federico Bonet, biólogo, naturalista y profesor en la Escuela Nacional de Ciencias Biológicas (ENCB), ubicada en México.

## Clasificación y descripción
Su coloración es muy similar a la presentada por la especie Loxosceles reclusa. El carapacho es mayormente marrón, incluida la mancha del “violín”, se notan manchas amarillentas centrales lo que confiere a los lados una forma de banda ancha, dentada, marrón y marginal. La forma general del cuerpo es típica de las arañas violinistas, patas delgadas, acomodadas a los lados, sin espinas evidentes, el color del opistosoma es marrón: el arreglo ocular es 2:2:2. Podemos diferenciar a esta especie de otras del género Loxosceles por presentar los tubérculos oculares más juntos. Es una especie de talla mediana, llegando a alcanzar 5 centímetros contando las patas.

## Distribución y hábitat
Esta especie endémica se distribuye en México, en los estados de Guerrero, Morelos y Puebla.
Estas arañas de ambiente terrestre pueden encontrarse debajo de piedras o en grietas. Se ha observado que pueden habitar dentro de casas.

## Estado de conservación
No se encuentra dentro de ninguna categoría de riesgo en las normas nacionales o internacionales.

## Relevancia médica
Esta especie se encuentra dentro de los organismos considerados de importancia médica. Su mordedura puede llegar a representar un riesgo grave a la salud y requiere atención médica.